# Kevin Richardson
Kevin Rene Richardson (* 8. října 1974 Johannesburg), známý pod názvem Zaříkávač lvů, je jihoafrický chovatel zvířat, který se intenzivně zabývá africkými zvířaty.

## Mládí
Kevin Richardson se narodil 8. října 1974 na klinice Nightingale v Johannesburgu v Jižní Africe. Strávil dětství na předměstí Orange Grove. Jeho matka Patricia pracovala pro Barclays Bank a také se narodila v Jižní Africe. Richardsonův otec, který pracoval pro farmaceutickou společnost, se narodil ve Spojeném království a přestěhoval se do Jižní Afriky z Readingu v Berkshire. Kevin Richardson je nejmladší ze čtyř dětí: má staršího bratra a dvě sestry, které jsou dvojčata. Jeho otec zemřel, když bylo Richardsonovi třináct let. Když mu bylo asi šestnáct, setkal se se Stanem Schmidtem a začal svou kariéru jako „samouk chovatel“.

## Kariéra
Richardson šel na vysokou školu a studoval zoologii, ale po dvou letech opakujících se lekcí o mořské biologii se zaměřil na studium savců. Jako dospělý Richardson věřil, že nikdy nebude mít kariéru se zvířaty a že to zůstane jen jeho koníčkem. Začal absolvovat kurzy fyziologie a anatomie na vysoké škole a zahájil kariéru ve fyziologii cvičeni a stal se fyziologem cvičení. Ve 22 letech měl možnost pracovat s dvěma šestiměsíčními lvíčaty, Tauem a Napoleonem, v Lionském parku poblíž Johannesburgu. Stále pracuje s dorůstajícími mláďaty. Majitel zařízení Rodney Fuhr ho zaměstnal na částečný úvazek v Lion Parku.

### Zkušenosti

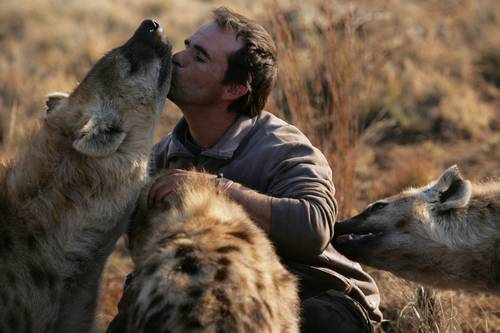
Kevin Richardson s Hyenami

Richardson pracoval v Lion Parku o rozloze 1600 akrů ve městě Broederstroom, což je město 35 kilometrů severně od jeho rodného města Johannesburgu v Jižní Africe. Zatímco se specializoval na lvy, interagoval také s hyenami a leopardy. První část lví kariéry strávil v Lion Parku, než se přestěhoval do Království bílého lva. Richardson má speciální zařízení nazvané Království bílého lva v Broederstroom. Park, který byl založen s pomocí Rodneyho Fuhra, má rozlohu 800 hektarů a byl postaven pro natáčení filmu White Lion. Richardson se stará o třicet devět lvů v tomto zařízení. V současné době je zařízení soukromé, ale plánuje se otevřít veřejnosti.
Od roku 2015 se Kevin Richardson Wildlife Sanctuary přestěhovala do soukromé rezervace Welgedacht u Pretorie.

### Péče o lvy
Richardson pracoval s velkými kočkami a ve svých interakcích se opírá spíše o intuici než o statická pravidla. Spal vedle lvů, krmil je a žil s nimi. Pracoval také s gepardy, leopardy a hyenami. Upřednostňuje lvy nad kteroukoli jinou velkou kočku. Jeho vztah ke zvířatům však nebyl okamžitý. Všechny lvy, s nimiž pracuje, znal již jako mláďata. Stále pokračuje ve spojení s Tauem a Napoleonem, lvími bratry, kteří byli jeho úvodem do světa velkých koček.
Richardson odmítá tradiční představu, že lvi by měly být ochočeni a ovládáni, preferoval spíše rozvíjení vztahu v průběhu času založené na lásce a respektu.

### Nebezpečí
Richardson byl mnohokrát poškrábán a pokousán, ale nikdy ne silně. Richardson není tímto nebezpečím odrazován. V rozhovoru se zmiňuje: „Je zřejmé, že člověk si uvědomuje nebezpečí, když pracuje s takovými zvířaty, vážil jsem klady i zápory a kladné stránky daleko převažují nad těmi zápornými.“ Varuje však toho, kdo bude následovat jeho stopy. Všechny snímky jeho dobrodružství vyjadřují jeho dlouholeté zkušenosti a vazby. Spousta videí běžně k zhlédnutí je odrazem třeba patnácti či více let intenzivní práce, což si každý musí uvědomit. „Lidé rádi vytrhávají věci z kontextu. Neznají vztah, který mám s tímto lvem.“ Richardson zpravidla jedná pouze s lvy, se kterými byl od svého narození. Richardson také rozlišuje svou práci od práce profesionálních zoologů interagujícími s úplně volně žijícími zvířaty, která nebyla odchována, nebo od cvičitelů, jejichž zvířata musí každý den účinkovat na jevišti.
Populace lvů v Africe klesla během patnácti let z přibližně 350 000 na přibližně 25 000. Richardson doufá, že mediální pozornost jeho filmů zvýší povědomí veřejnosti o potřebě chránit a zachovat zvířata Afriky. Podle Professional Hunters Association (svaz profesionálních lovců) vynáší lov lvů v Jižní Africe více než 90 milionů dolarů (60 milionů liber) ročně. Mezi zářím 2006 a zářím 2007 zabilo 16 394 zahraničních lovců (z nichž více než polovina létala ze Spojených států) 46 000 zvířat. Trofejní lov činí 91,2 milionu dolarů ročně a zahraniční turisté někdy zaplatí až 40 000 dolarů za zastřelení lva. Jihoafrická vláda podporuje lov z důvodu těchto příjmů a provinční vlády prodávají povolení k usmrcení nosorožců, lvů, slonů a žiraf. V roce 2008 bylo zabito 1050 lvů. Richardson doufá, že jeho film Bílý lev přispěje k tomu, aby se lidé více zamysleli nad tím, jestli chtějí mít na tomto dění podíl.